# Амбиција
Амбиција је тежња за истицањем, за успехом, признањем или славом. Она може бити подстицајна и конструктивна, ако је у складу са могућностима индивидуе и ако није уперена против других људи. Амбиција постаје нездрава и деструктивна када је у нескладу са способностима појединца, када је нереална, безобзирна и удружена са сујетом, митоманијом и самољубивошћу.